# Museo Judío de Praga
El Museo Judío de Praga (en checo, Židovské muzeum v Praze) es un principal museo de patrimonio judío y conmemoración en la república checa, y uno de los museos más visitados de Praga. Su colección de judaica es una de las más grandes del mundo, con más de 40 000 objetos, 100 000 libros y un extenso archivo que recoge la historia de los judíos de Bohemia y Moravia.

## Espacios y colecciones
El museo judío abarca espacios en los siguientes edificios:
- La sinagoga Maisel.
- La sinagoga Pinkas.
- La sinagoga Española.
- La sinagoga Klausen.
- La sala ceremonial de la Sociedad Funeraria Judía de Praga.
- El antiguo cementerio judío de Praga.
- La galería Robert Guttmann.
- El archivo del museo, situado en la sinagoga Smichov.

Todos estos edificios, de considerable valor histórico, sirven para la exhibición de piezas de la inmensa y singular colección del museo, un concepto único en los museos de patrimonio judío. De este modo se deja entender que las comunidades judías de los territorios checos no se circunscriben a un lugar concreto. Curiosamente, la colección se ha conservado y ha sobrevivido incluso sucesos como las inundaciones de 2002, que causaron muchos daños materiales, entre ellos en algunas de estas sinagogas.

## Historia
El museo se inauguró en 1906 por los historiadores Dr. Hugo Lieben (1881–1942) y Dr. Augustin Stein (1854–1937), quien más tarde sería el presidente de la Comunidad Judía de Praga, con el objetivo de documentar la historia y costumbres de las poblaciones judías de las tierras checas, como también conservar utensilios y objetos de las distintas sinagogas de Praga destrozadas en las campañas de renovación urbana de principios del siglo XX.
Cuando los nazis restauraron el protectorado de Bohemia y Moravia en parte de la antigua Checoslovaquia, el museo se convirtió en Oficina para la emigración judía. Este nombre cambiaría luego en Oficina central para la solución de la cuestión judía en bohemia y moravia. Karel Stein (1906–1961), un empleado de la oficina de emigración en sus primeas fases y miembro de la comunidad judía, propuso a sus responsables que objetos de la comunidad fueran almacenados en el museo y supervisados para su conservación. Esos objetos eran considerados piezas de valor por los nazis, con lo que admitieron la propuesta. Debido a la iniciativa de la comunidad judía, muchos objetos fueron coleccionados y, a diferencia de otras instituciones de características similares, el museo sería dirigido profesionalmente durante esos años.
Unos 80 000 judíos checos perdieron su vida en la Segunda Guerra Mundial, por lo que posteriormente no hubo casi nadie que reclamara los objetos guardados. Finalizada la guerra, el museo volvió a inaugurarse el 13 de mayo de 1945, pero con una nueva vocación, la cual sería la conmemoración histórica del holocausto. El Consejo de Comunidades Judías Religiosas se hizo esta vez con la gestión del museo, con la primera exhibición llevada a cabo en junio de 1945. Entre los empleados del museo en esta primera etapa de la posguerra figuraba H. G. Adler, quien había rescatado y asegurado muchos documentos de valor para el museo.
Tras el golpe de Estado comunista el 25 de febrero de 1948, empezó el declive del museo, el cual se convertiría en propiedad de estado en abril de 1950. Durante el tiempo de la dictadura comunista y hasta su disolución en 1989, la razón de ser de la sinagoga fue objeto de una continua disputa, permitiendo las "campañas por la paz y contra el fascismo", pero prohibiendo trabajos de corte más religioso y achacando atributos sionistas a muchos otros. Aquello hizo que las actividades del museo de exhibición, investigación, publicación y colaboración con especialistas y comisarios de judaica extranjeros, fueran prohibidas hasta el punto de casi no poder operar.   
Sin embargo, durante los últimos años del comunismo se notó una mayor apertura, sobre todo en cuanto a las relaciones del museo con el exterior. En 1983 parte de su colección embarcó en una gira de cuatro años por Estados Unidos y Canadá en una especial exhibición con el nombre de The Precious Legacy (El legado precioso).
En 1994, más de cuatro años tras la revolución de Terciopelo, el Museo Judío de Praga, junto al antiguo cementerio judío, volvieron a propiedad de la comunidad judía de Praga, y las colecciones del museo fueron recuperadas por la recién establecida Federación de Comunidades Judías.

## Galería

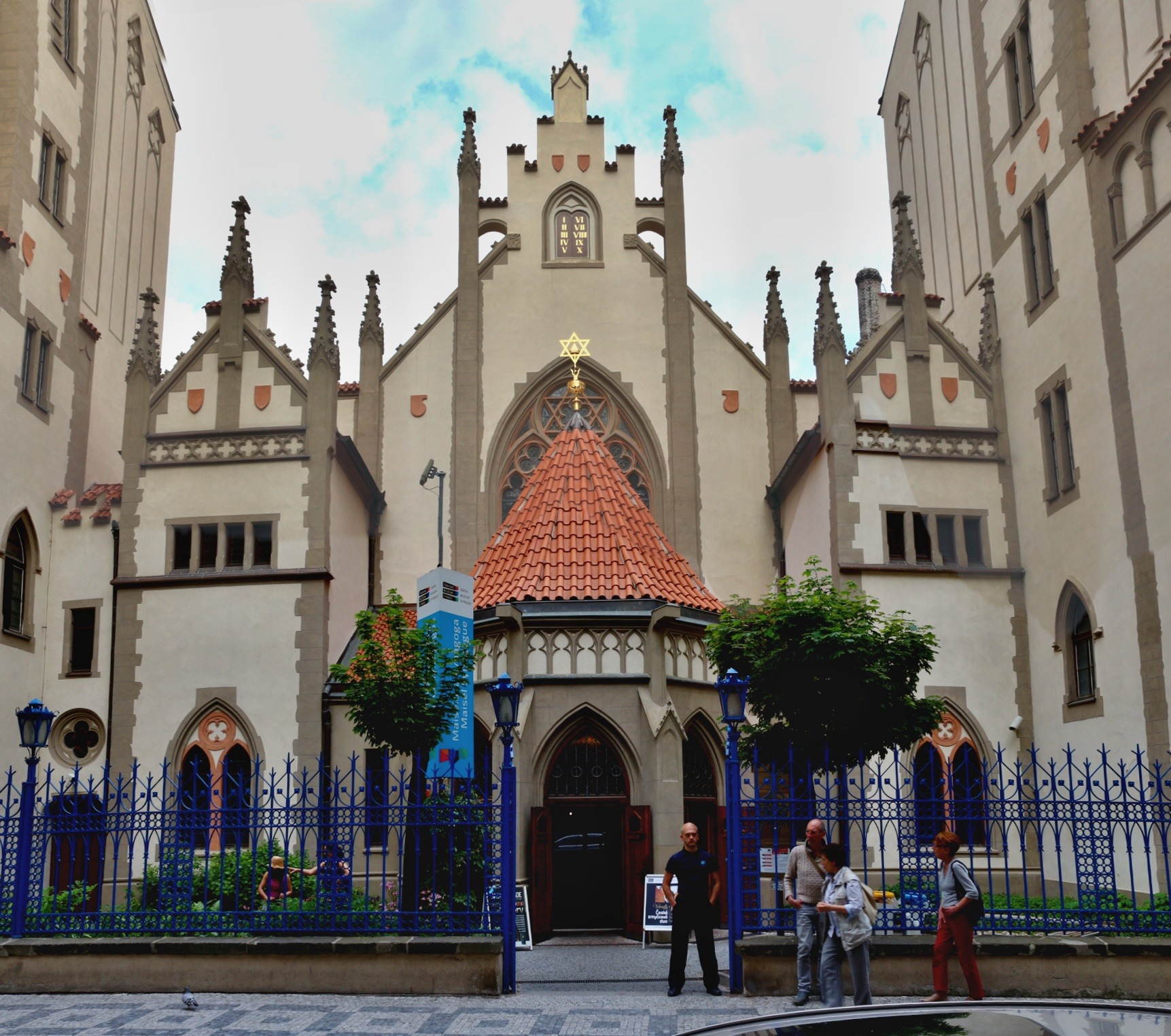
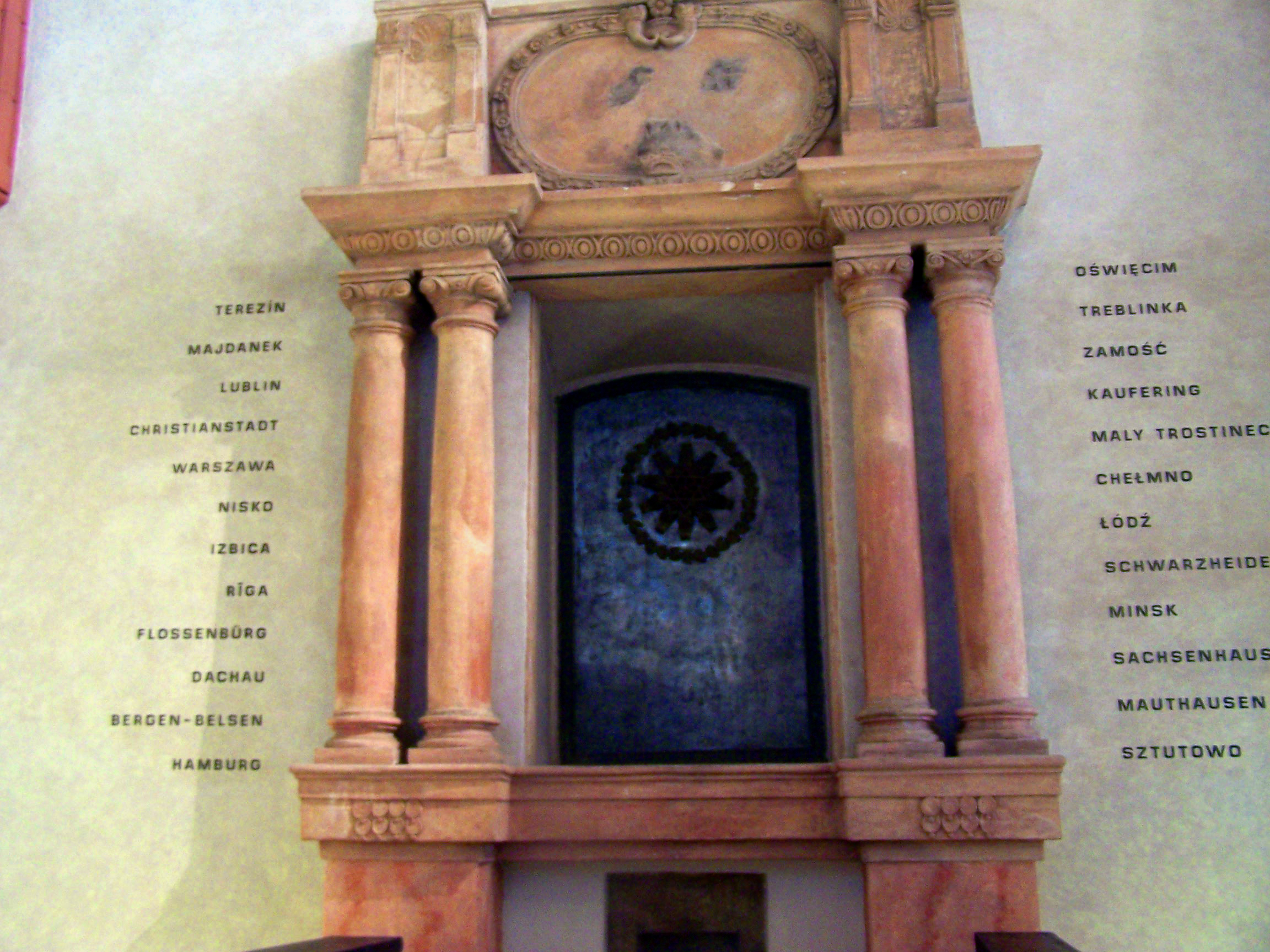
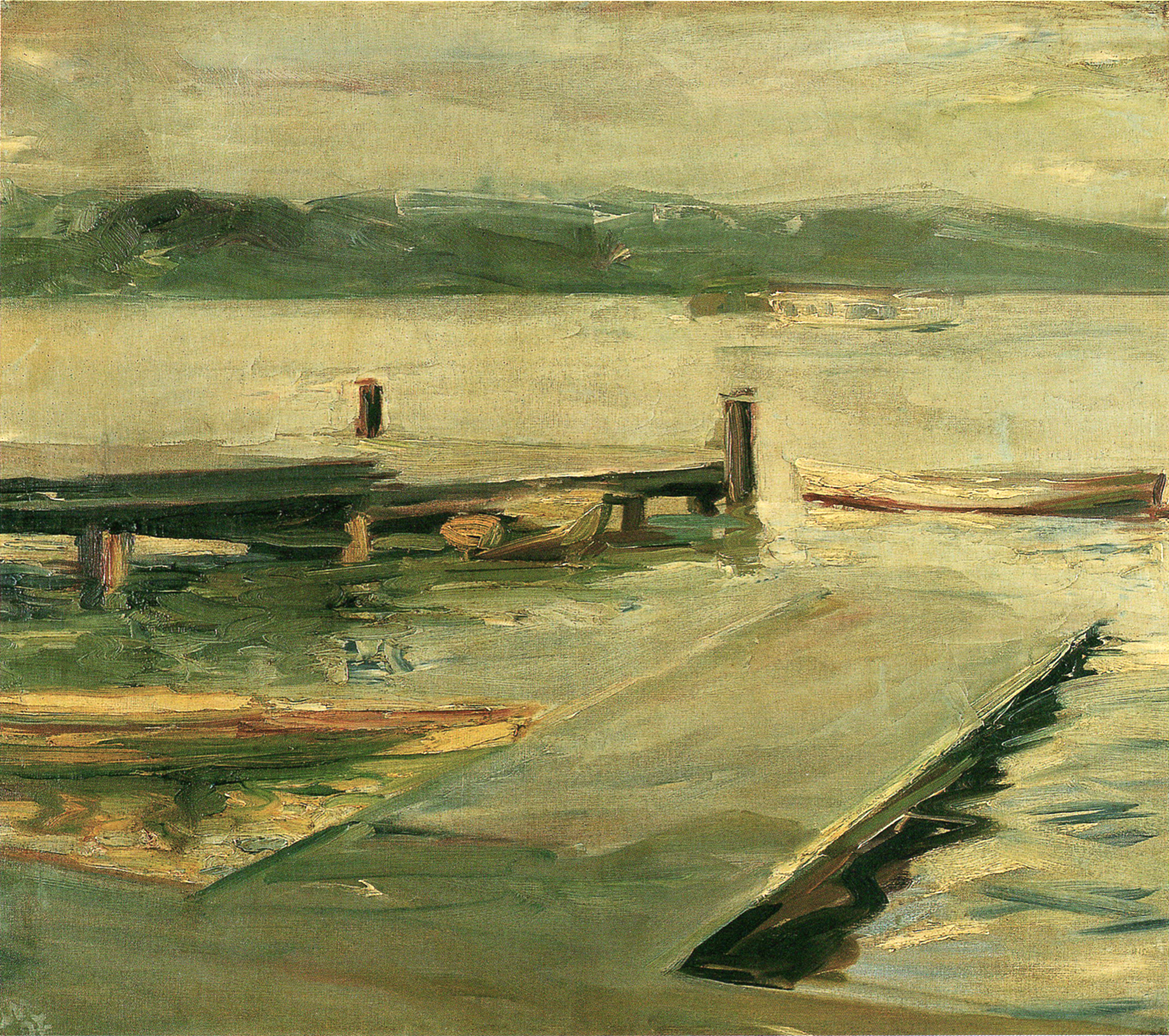
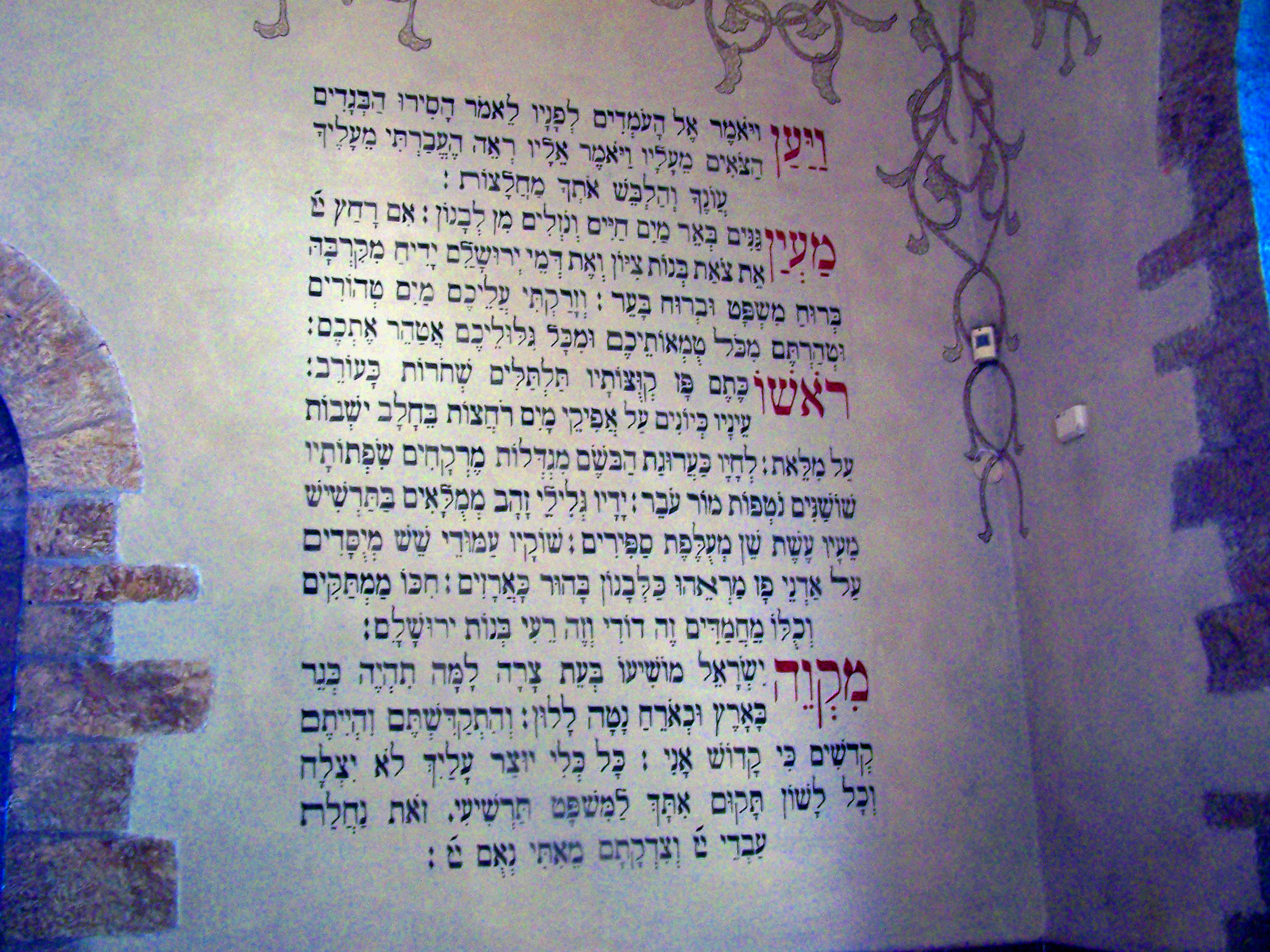
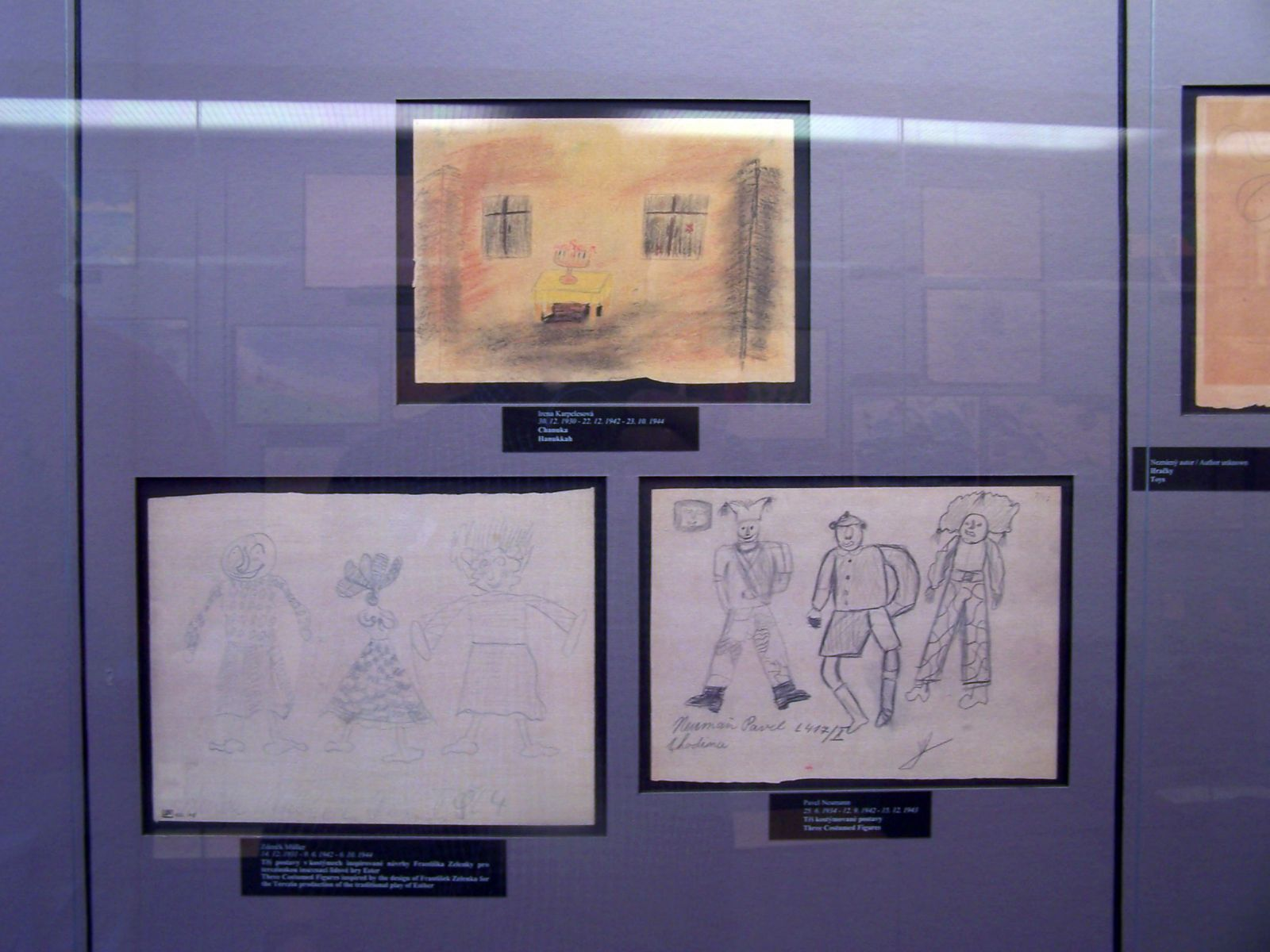
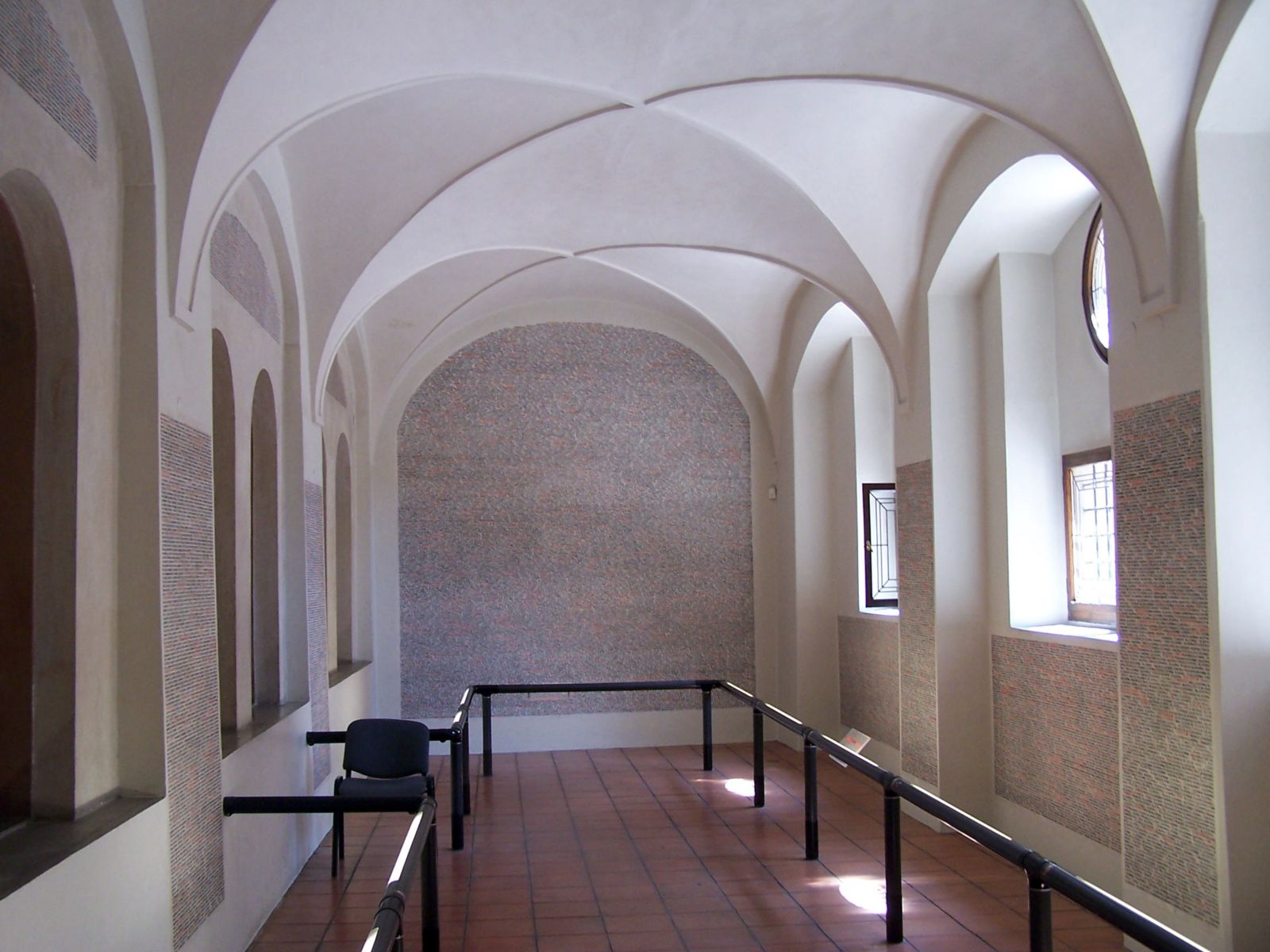
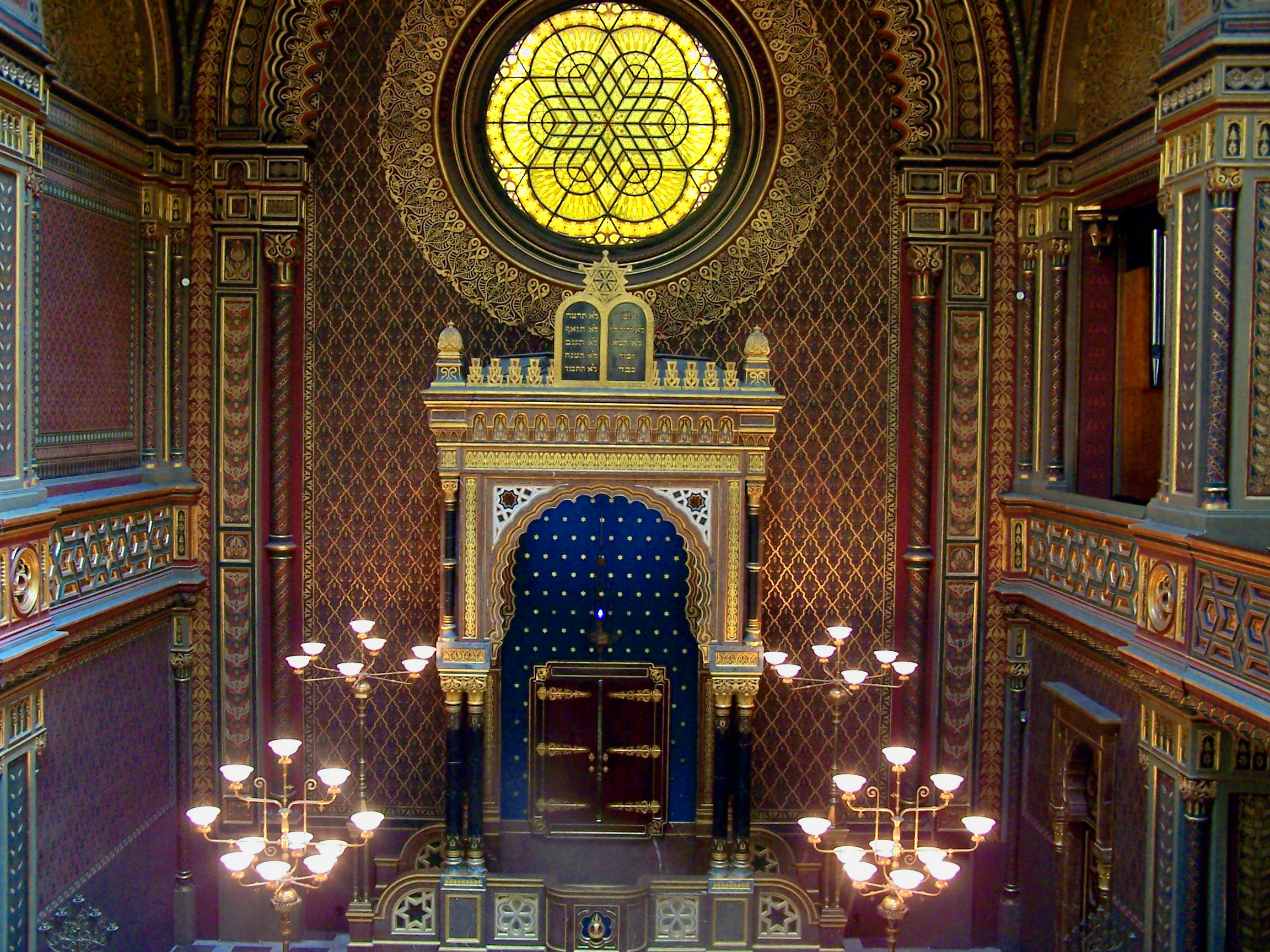
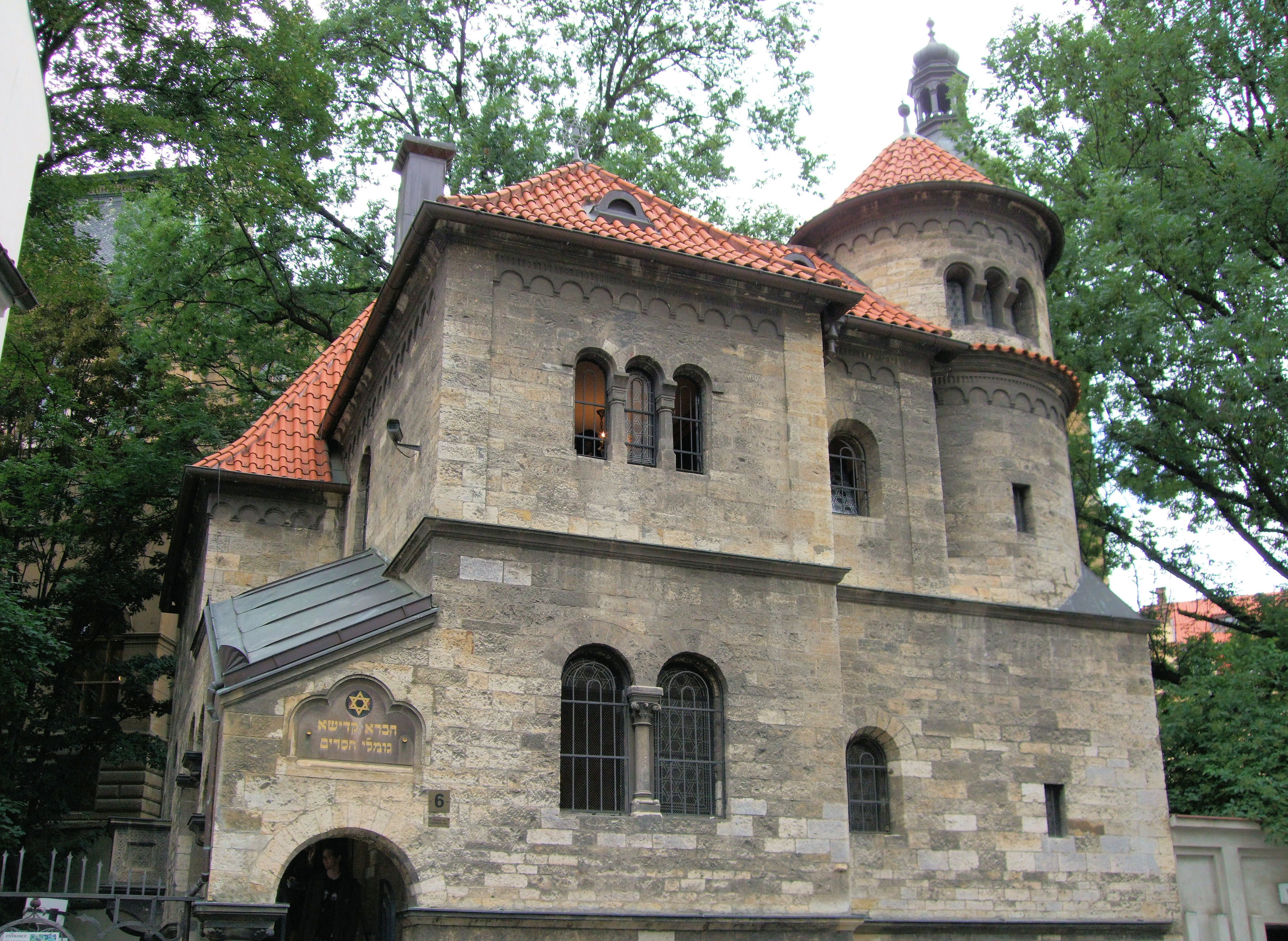
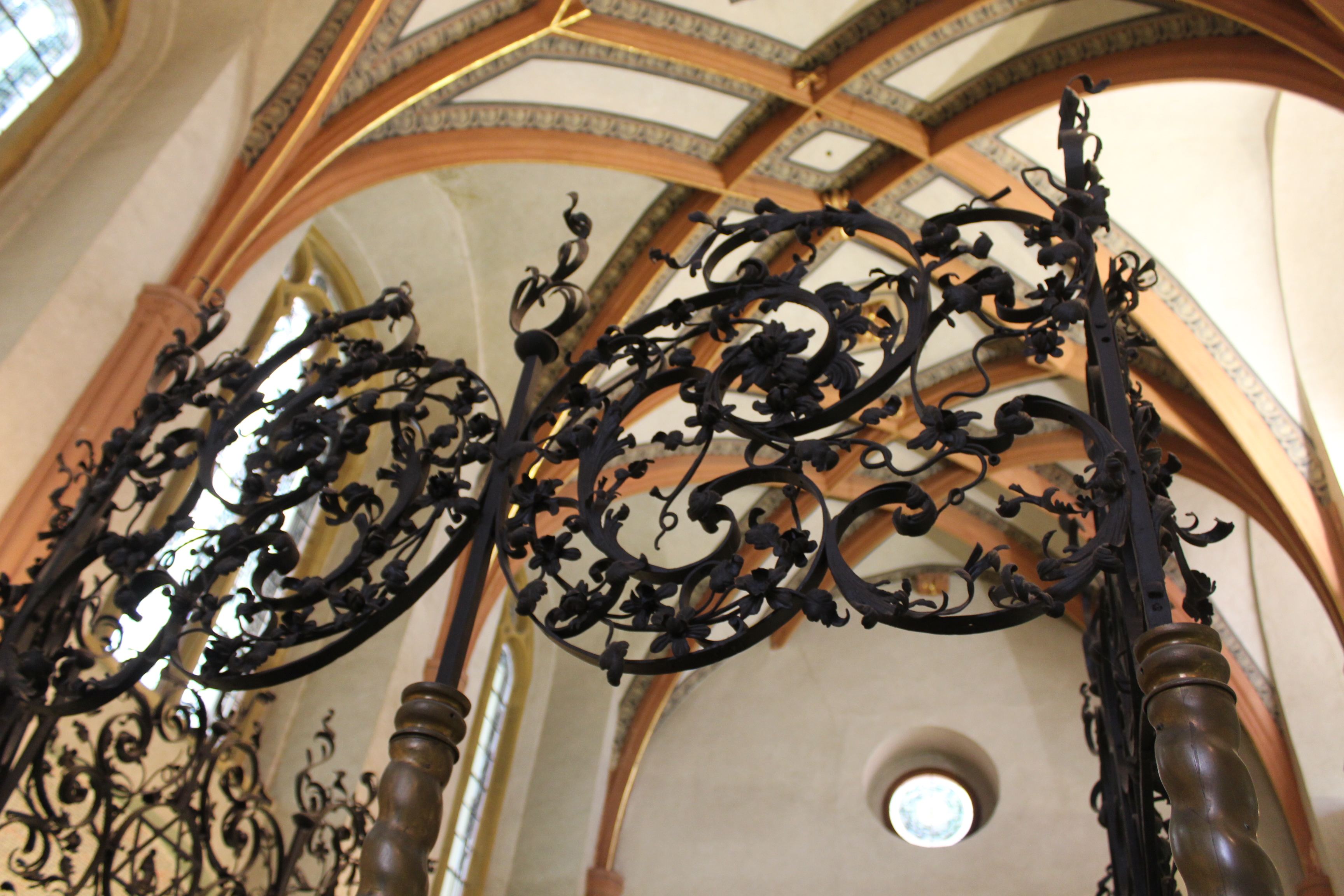

## Publicaciones
El museo ha estado publicando desde 1965 (con pausas acordes a los acontecimientos políticos de la época) una revista académica anual llamada Judaica Bohemiae, dedicada al estudio de la historia y cultura judías en Bohemia, Moravia y demás territorios de la dinastía de los Habsburgo, desde la Edad Media hasta nuestros días. La revista se publica en alemán e inglés.

## Actualidad
En febrero de 2014 se abrió un nuevo centro de información y reservas.
En 2016 el museo recibió unas 630 000 visitas.